# Zatavua zanahary
Zatavua zanahary is een spinnensoort uit de familie trilspinnen (Pholcidae). De soort komt voor in Madagaskar.
Zanahary is de naam van een god uit de Malagassische mythologie.